# SN 2006nu
SN 2006nu – supernowa typu Ia odkryta 21 października 2006 roku w galaktyce A224319+0015. W momencie odkrycia miała maksymalną jasność 21,90m.